# Habichtskraut-Silbereule
Die Habichtskraut-Silbereule (Autographa aemula), auch Habichtskraut-Silberfleckeule genannt, ist ein Schmetterling (Nachtfalter) aus der Unterfamilie der Plusiinae innerhalb der Eulenfalter (Noctuidae).

## Merkmale

### Falter
Die Falter zählen mit einer Flügelspannweite von 40 bis 42 Millimetern zu den mittelgroßen Arten aus der Unterfamilie der Goldeulen. Die Vorderflügel sind dunkelbraun bis hellbraun gefärbt. Eine glänzend silberweiß schimmernde, tropfenförmige Makel, die gegen den Vorderrand durch die Mittelader gerade abgeschnitten wird, ist typisch für die Art. Das Feld unterhalb der Makel ist kräftig dunkelbraun, ebenso ein keilförmiger Fleck nahe der Flügelspitze. Durch die kontrastreichere Zeichnung sowie durch die geringere Größe, unterscheidet sich die Art von der sonst ähnlichen Quellhalden-Goldeule (Autographa bractea f. argentea) und auch von Autographa excelsa. Die Hinterflügel sind hellbraun gefärbt. Am Kopf der Falter befindet sich ein dichtes Haarbüschel. Der Körper ist pelzig behaart und besitzt weitere kleinere Haarbüschel.

### Ei, Raupe, Puppe
Das Ei ist rund, zitronengelb und verfärbt sich kurz vor dem Schlüpfen violettbraun. Erwachsene Raupen sind grün gefärbt. Sie haben gewellte weiße Rückenlinien, breite gelbliche Seitenstreifen, weiße Punktwarzen mit langen Haaren und weiße Stigmen, die schwarz eingefasst sind. Die Puppe hat eine schwarze Farbe.

## Synonyme
- Plusia aemula

## Geographische Verbreitung und Vorkommen
Die Habichtskraut-Silbereule kommt hauptsächlich in bergigem Gelände, so im Alpenraum bis 1700 Meter Seehöhe, in den spanischen und französischen östlichen Pyrenäen, dem Kaukasus und der nordöstlichen Türkei vor. Ältere Angaben über ein Vorkommen im Ural bedürfen einer Bestätigung. Die Tiere aus der  Türkei wurden als ssp.elongata (Alberti, 1969) beschrieben. Die Art wird heute jedoch als taxonomisch homogen betrachtet. Sie bevorzugt feuchte Gegenden und kann an sehr eng begrenzten Stellen durchaus zahlreich auftreten.

## Lebensweise und Entwicklung
Die Habichtskraut-Silbereule ist nachtaktiv und fliegt auch künstliche Lichtquellen an. Die Weibchen legen die Eier an der Futterpflanze ab, aus denen im August die Raupen schlüpfen. Als Nahrungsquelle dienen die Blätter von niedrigen Pflanzen, wobei Habichtskraut (Hieracium) bevorzugt wird. Die Raupen überwintern und verpuppen sich im Frühjahr des folgenden Jahres in einem weißen Gespinst. Die Falter fliegen in einer Generation von Juni bis August.

## Gefährdung
In Deutschland kommt die Art nur in Bayern vor und wird auf der Roten Liste gefährdeter Arten in der Vorwarnliste geführt. Eine ältere Angabe aus Baden-Württemberg beruht offensichtlich auf einer Fehlbestimmung oder auf einer Fundortverwechslung.